# Daniel Akaka
Daniel Kahikina Akaka (11 de septiembre de 1924-6 de abril de 2018) fue un educador y político estadounidense que ocupó el cargo de Senador de los Estados Unidos por Hawái de 1990 a 2013. Miembro del Partido Demócrata, Akaka fue el primer senador estadounidense de ascendencia nativa hawaiana.
Nacido en Honolulu, sirvió en el Cuerpo de Ingenieros del Ejército de los Estados Unidos durante la Segunda Guerra Mundial. Estudió en la Universidad de Hawái, donde se licenció y obtuvo un máster. En un principio fue profesor de instituto, pero luego fue director durante seis años. En 1969, el Departamento de Educación le contrató como jefe de planificación de programas. En la década de 1970, ocupó varios cargos gubernamentales.
Akaka fue elegido por primera vez a la Cámara de Representantes de los Estados Unidos en 1976 para representar al 2.º distrito congresional de Hawái; estuvo en el cargo durante 13 años. En 1990, fue nombrado senador para suceder al fallecido Spark Matsunaga, y posteriormente ganó las elecciones especiales para completar el mandato de Matsunaga. Posteriormente sería reelegido para tres mandatos completos. En marzo de 2011, anunció que no se presentaría a la reelección en 2012.
Tras el fallecimiento de su compañero el senador Daniel Inouye el 17 de diciembre de 2012, Akaka se convirtió en el senador más veterano del estado durante 2 semanas hasta que dejó el cargo el 3 de enero de 2013. Le sucedió su compañera demócrata Mazie Hirono.

## Primeros años, familia y educación
Daniel Kahikina Akaka nació en Honolulu, hijo de Annie (de soltera Kahoa) y Kahikina Akaka. Su abuelo paterno nació en Swatow, Cantón, China, a finales de la dinastía Qing, y sus otros abuelos eran descendientes de nativos hawaianos. Su hermano era el reverendo Abraham Akaka.
Akaka se graduó en las Escuelas Kamehameha en 1942. Durante la Segunda Guerra Mundial sirvió en el Cuerpo de Ingenieros del Ejército de los Estados Unidos Unidos, incluyendo el servicio en Saipán y Tinián. Sirvió de 1945 a 1947. Trabajó como soldador y mecánico y en 1948 fue primer oficial en la goleta Morning Star.
Akaka se casó con Mary Mildred "Millie" Chong el 22 de mayo de 1948. Los Akakas tuvieron cinco hijos.
Al entrar en la universidad (financiada por el G.I. Bill), Akaka se licenció en Educación en 1952 en la Universidad de Hawái. Más tarde, en 1966, obtuvo un máster en educación por la misma universidad. En un principio fue profesor de instituto, pero luego fue director durante seis años.

## Carrera política inicial
Akaka trabajó como profesor de instituto en Honolulu desde 1953 hasta 1960, cuando fue contratado como vicedirector. En 1963, se convirtió en director de la escuela.
En 1969, el Departamento de Salud, Educación y Bienestar contrató a Akaka como jefe de planificación de programas. A continuación, Akaka siguió trabajando en el gobierno, ocupando puestos como director de la Oficina de Oportunidades Económicas de Hawái, asistente de recursos humanos del gobernador George Ariyoshi y director del Programa de Barrios Progresistas.
En la década de 1970, ocupó varios cargos gubernamentales.

### Cámara de Representantes de los Estados Unidos
Akaka fue elegido por primera vez a la Cámara de Representantes de los Estados Unidos en 1976 para representar al 2.º distrito congresional de Hawái que comprende todo el estado fuera del anillo interior de Honolulu. Fue reelegido siete veces, todas ellas por amplios márgenes.; estuvo en el cargo durante 13 años.

## Senado de los Estados Unidos

### Elecciones
Akaka fue nombrado por el gobernador John Waihee para el Senado de EE. UU. en abril de 1990 para servir temporalmente tras la muerte del senador Spark Matsunaga. En noviembre de ese mismo año, fue elegido para completar los cuatro años restantes del mandato de Matsunaga, derrotando al representante estadounidense Pat Saiki con el 53% de los votos. 
Fue reelegido en 1994 para un mandato completo de seis años con más del 70% de los votos. Fue reelegido casi con la misma facilidad en 2000.
Para las elecciones de 2006, superó un fuerte desafío en las primarias del Representante de los Estados Unidos Ed Case por 55% a 45%, y luego ganó un tercer mandato completo con el 61% de los votos, derrotando a Cynthia Thielen.

### Tenencia
Durante su mandato en el Senado, en enero de 2011, Akaka sustituyó a Byron Dorgan, que se jubilaba como presidente de la Comisión del Senado de los Estados Unidos sobre Asuntos Indígenas y de 2007 a 2011 de la Comisión del Senado de los Estados Unidos sobre Asuntos de los Veteranos.
En 1996, Akaka patrocinó con éxito la legislación que permitió la concesión tardía de casi dos docenas de Medallas de Honor a soldados asiático-americanos del Equipo de Combate del Regimiento 442.° y del 100.º Batallón de Infantería. También aprobó con éxito una ley para compensar a los exploradores filipinos a los que se les denegaron las prestaciones de veteranos.
Desde el año 2000 hasta su retirada del Senado en 2013, Akaka patrocinó la legislación, conocida como el Proyecto de Ley Akaka, para conceder la soberanía a los nativos de Hawái. En 2005, Akaka reconoció en una entrevista con NPR que el proyecto de ley Akaka podría acabar desembocando en una independencia total.
El proyecto de ley Akaka ha sido apoyado como un medio para restaurar la autodeterminación hawaiana perdida con el derrocamiento del Reino de Hawái en 1893, e incluiría la renuncia a la capacidad de demandar la soberanía en los tribunales federales a cambio del reconocimiento por parte del gobierno federal (pero no bloquearía las reclamaciones de soberanía realizadas en virtud del derecho internacional).
En octubre de 2002, Akaka votó en contra de autorizar el uso de la fuerza militar contra Irak. Siendo un crítico abierto a esta futura guerra.
El 17 de marzo de 2003, tres días antes de que Estados Unidos atacara ese país, advirtió al Senado:
Si seguimos nuestro camino actual, tendremos una guerra que carece de muchas cosas esenciales para lograr un éxito completo. Será una guerra sin un amplio apoyo internacional, sin una planificación suficiente para la reconstrucción y la estabilidad tras el conflicto, sin un tiempo y una estrategia de salida definidos y sin un precio firme. Será una guerra con graves ramificaciones para nuestra capacidad de preparación a largo plazo para la seguridad nacional y para gestionar otras crisis.
En abril de 2006, fue seleccionado por Time como uno de los cinco peores senadores de Estados Unidos. El artículo lo criticaba por ser principalmente autor de legislación menor, llamándolo "maestro de la resolución menor y del proyecto de ley que muere en el comité".

En febrero de 2009, el representante Antonio Díaz presentó un proyecto de ley en la Cámara de Representantes de Filipinas para conceder la ciudadanía filipina honorífica a Akaka, a los senadores Daniel Inouye y Ted Stevens y al representante Bob Filner, por su papel en la aprobación de beneficios para los veteranos filipinos de la Segunda Guerra Mundial.
El 2 de marzo de 2011, Akaka anunció que no se presentaría a la reelección en las elecciones al Senado de Estados Unidos de 2012. Era "el momento adecuado para que dimitiera", declaró entonces el senador de 86 años. La congresista demócrata Mazie Hirono fue elegida como su sucesora, que le sustituyó el 3 de enero de 2013.
Akaka, de 88 años, asistió a su última sesión en el Senado el 12 de diciembre de 2012. Cerró su discurso con una despedida tradicional hawaiana, "a hui hou" (hasta que nos volvamos a encontrar).
Durante sus veintitrés años como senador, Akaka sirvió junto a su colega Daniel Inouye, que se llamaba igual que él y había nacido solo cuatro días antes. Inouye murió unos días antes de que terminara el mandato de Akaka, lo que le convirtió en el senador más veterano de Hawái durante algo más de dos semanas.

## Cultura popular
Akaka ha hecho apariciones en cine y televisión, ejemplo: Participó como sí mismo en la película Only the Brave (2006), el especial de televisión Asian Pacific American Members of Congress History Project: Daniel Akaka (2007), en la película State of Aloha (2009), en un episodio de D.L. Hughley Breaks the News (2009) y en la serie de televisión West Wing Week.

## Fallecimiento
Akaka fue hospitalizado en noviembre de 2017 debido a problemas de salud y murió allí debido a una insuficiencia orgánica en la madrugada del 6 de abril de 2018, a la edad de 93 años. El expresidente Barack Obama recordó a Akaka como "un incansable defensor de los trabajadores, los veteranos, los derechos de los nativos hawaianos y el pueblo de Hawái... Encarnaba el espíritu aloha con compasión y cuidado".